# Blizzard (wiatr)

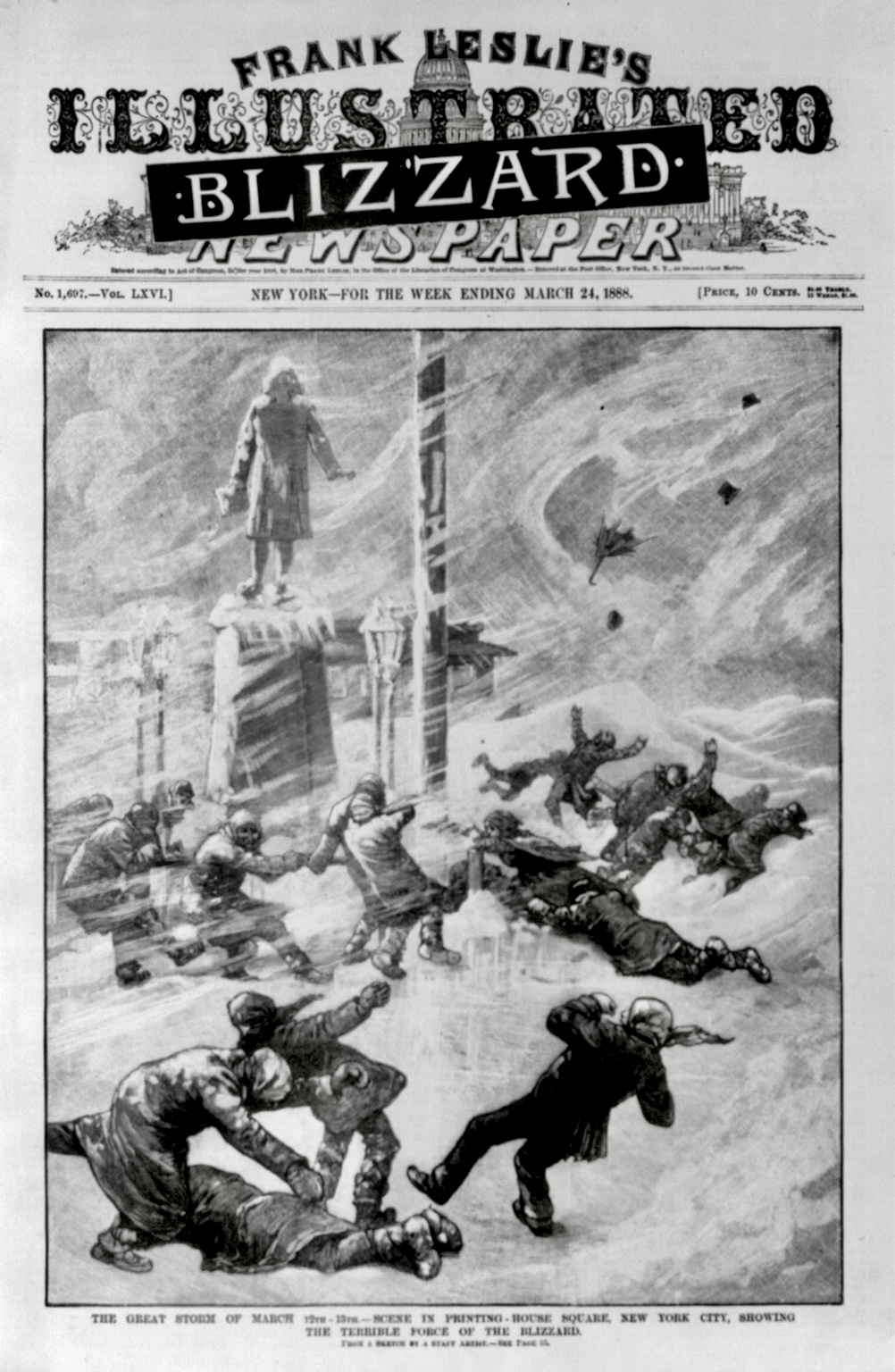
Ilustracja wielkiej zamieci śnieżnej (ang. Blizzard) z roku 1888

Blizzard (ang. zamieć śnieżna, zadymka) – mroźny, silny (do 80-90 km/h) wiatr północno-zachodni wiejący w południowej Kanadzie i północnej części Stanów Zjednoczonych. Przynosi on znaczne spadki temperatury (sięgające nawet –30 °C) oraz bardzo obfite opady śniegu. Jest powodowany brakiem naturalnych barier hamujących ruch powietrza wzdłuż Gór Skalistych.